# Nokia N86
Le Nokia N86 8MP est un smartphone comportant l'OS Symbian S60. Il est orienté pour faire des photographies grâce à son capteur ayant de nombreuses qualités. C'est le premier téléphone Nokia ayant un appareil photo de 8 Mpx avec optique Carl Zeiss et un angle de vue équivalent à 28 mm.
Il a un autofocus et un double flash DEL (3e génération de double flash DEL). La définition en mode vidéo est de 640 × 480 pixels (VGA) à 30 images par seconde.
Il a des caractéristiques similaires au Nokia N85 (écran de 2,6 pouces, écran OLED et de forme type Slider (2 parties coulissantes)). Le téléphone utilise les réseaux 3.5G avec le support du HSDPA, quatre bandes GSM et le Wi-Fi. Il a un A-GPS (qui permet de taguer les photographies automatiquement). Le Nokia N86 a aussi une boussole, la radio FM et un transmetteur FM. L'autonomie est de 6 heures pour la conversation vocale, 25 heures lors de l'écoute de musique et 11 jours en veille.
Il peut recevoir la télévision mobile via l'adaptateur TV mobile Nokia SU-33W.

## Caractéristiques
Caractéristiques techniques :
- Système d'exploitation Symbian OS 9.3, S60 rel. 3.2 (v21.006)
- Processeur ARM 11 434 MHz
- GSM/EDGE/3G/3G+
- 103,4 × 51,4 × 16,5 mm pour 149 grammes
- Appareil photo numérique de 8 mégapixels Carl Zeiss Tessar (autofocus, Géotag, panorama, détection de visage avec la dernière mise à jour)
- Double Flash DEL
- Mode vidéo 30 images par seconde (640 × 480)
- Appareil photo numérique secondaire pour la visiophonie (peut prendre des photos et vidéos hors visiophonie)
- WiFi b, g
- Bluetooth 2.0  Stéréo
- Jack (prise) 3,5 mm avec sortie vidéo VGA
- A-GPS (Logiciel Ovi cartes inclus)
- Capteur de proximité
- Capteur de luminosité
- Accéléromètre pour la rotation de l'écran
- Vibreur
- Radio FM 87.5-108 MHz avec émetteur Radio FM intégré
- DAS : 0,76 W/kg.
- Boussole numérique
- Béquille, haut-parleur stéréo, clavier bi-directionnel